# Актас (городская администрация Арыса)
Актас (каз. Ақтас) — село в Туркестанской области Казахстана. Находится в подчинении городской администрации Арыса. Входит в состав Монтайтасского сельского округа. Код КАТО — 511645200.

## Население
В 1999 году население села составляло 129 человек (71 мужчина и 58 женщин). По данным переписи 2009 года, в селе проживал 141 человек (73 мужчины и 68 женщин).